# Első nikaiai zsinat
Az első nikaiai zsinatot (vagy niceai zsinatot) I. Konstantin római császár hívta össze 325-ben, Nikaiaban. A zsinat (más néven szinódus) a keresztény egyház püspökei számára az első egyetemes tanácskozás volt.
A legalább kétszáz püspök részvételével  zajló zsinat főbb eredményei a Fiú isteni természetének és az Atya Istenhez fűződő kapcsolata krisztológiai kérdésének rendezése, a nikaiai hitvallás első részének megalkotása, a húsvét dátuma egységes megtartásának előírása, valamint a korai kánonjog kihirdetése voltak.

## Előzmények
Az első egyetemes zsinatnak volt egy közvetlen előzménye: a 325 elején megtartott antióchiai szinódus, amit Hosius vezetett. Ezen a szinóduson Alexandrosznak az oikumené püspökeihez írt levelét olvasták fel, amelyet Arius tanítása ügyében írt. Aki ezt a nyilatkozatot nem írta alá (pl. Caesareai Esebius), azt kiközösítették.
A nikaiai v. niceai zsinat néhány hónappal később ült össze. Az első egyetemes zsinat aktái nem maradtak ránk, a részletes ügymenetről nincsenek megbízhatónak mondható forrásaink. Az eseményekre Caeseareai Esebios, Athanasios és Basileos feljegyzéseiből következtethetünk.

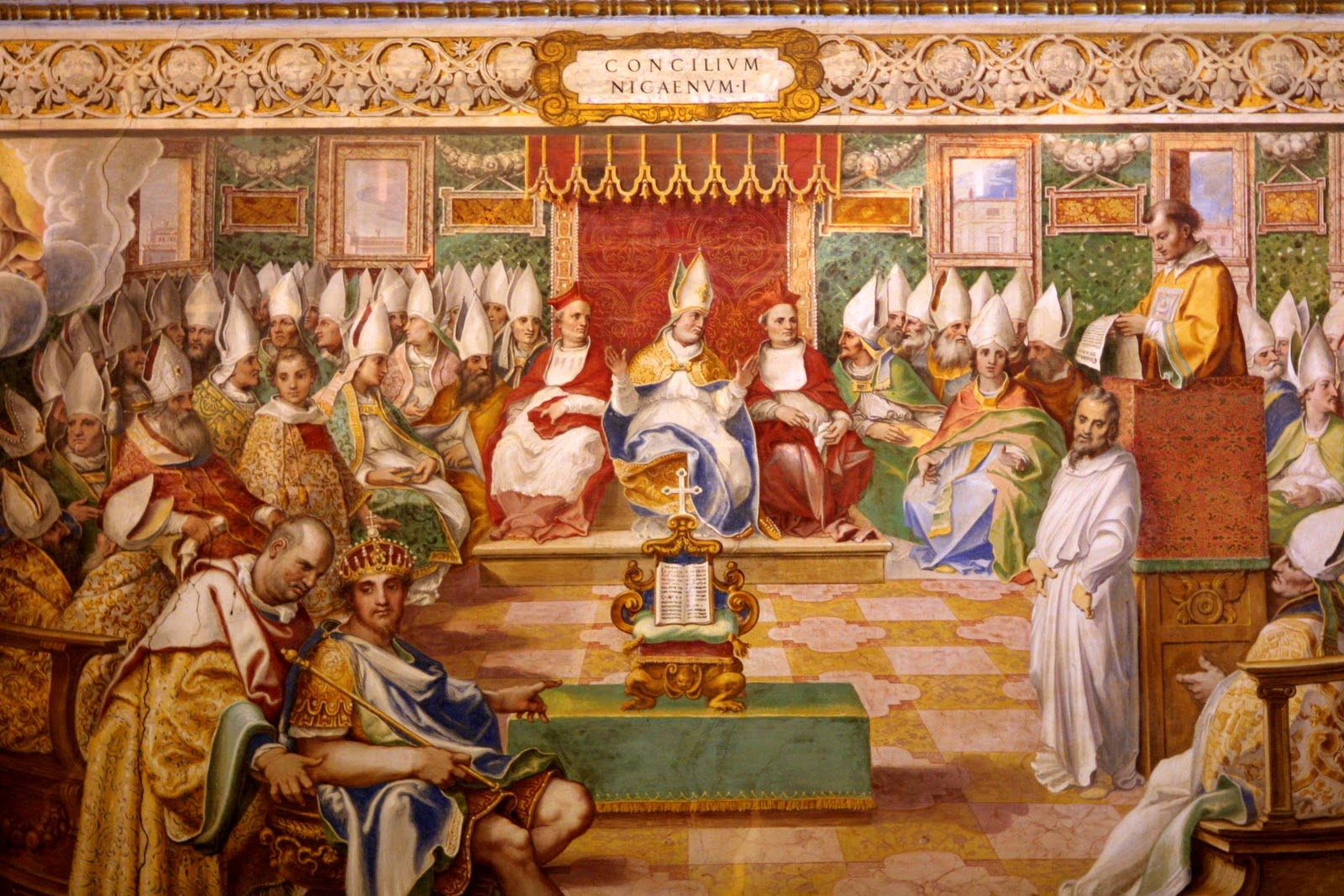
Az első nikeai zsinat ábrázolása
16. századi freskón

A zsinat célja a nézeteltérések feloldása volt az alexandriai egyházban Jézusnak az Atyához viszonyított természetéről, nevezetesen, hogy Jézus egylényegű-e az Atyaistennel vagy hasonlatos hozzá. Alexandriai Szent Alexandrosz az előbbi nézetet vallotta; a népszerű presbiter, Arius (akinek nevéből az arianizmus kifejezés származik) az utóbbit. A zsinat elsöprő többséggel az ariánusokkal szemben foglalt állást (a 250-318 főnyire becsült tanácskozótestületből 2 fő kivételével mindenki az ariánusokkal szemben szavazott).

## Következmény
A zsinat másik eredménye a húsvét időpontjában való megegyezés volt, amely a legfontosabb ünnep az egyház életében. A zsinat úgy döntött, hogy a húsvétot a tavaszi nap-éj egyenlőséget követő első telihold utáni első vasárnap ünneplik, függetlenül a Biblia héber naptárától és felhatalmazták az alexandriai püspököt, hogy (valószínűleg az alexandriai naptárt használva) évente hirdesse ki püspöktársai számára a pontos dátumot.
A nikaiai zsinat történelmi jelentőségű, az első törekvés, hogy az egész keresztény világot képviselő gyűlés során jussanak konszenzusra az egyházban. „Ez volt az első esemény a Krisztus-tan szakmai fejlődésében.” Ezen túlmenően „Konstantin azzal, hogy összehívta a zsinatot és elnöklője volt annak, az egyház feletti császári irányításnak is jelzését adta.”
A Nikaia–konstantinápolyi hitvallás megalkotása hagyományt teremtett az elkövetkező egyetemes zsinatoknak a hitbéli nyilatkozatok és egyházi törvények készítésére azzal a szándékkal, hogy iránymutatók legyenek az igazhitűségben és egységes forrásaivá váljanak a kereszténységnek. Ez nagy horderejű eseménye volt az egyház és Európa történelmének.
2015 novemberében, majdnem 1700 évvel később A kereszténység alapelvei című kötet kapcsán találkoztak újra a fő keresztény egyházak törökországi vezetői. Sahak Maşalyan püspök és Arem Ateşyan érsek az örmény apostoli patriarkátust, Yusuf Çetin a szír ortodox, Louis-Armel Pelâtre a római katolikus, İhsan Özbek a protestáns egyházat képviselte.

## Érdekességek
Ebben az évben (325) I. (Nagy) Konstantin római császár Bizáncban betiltotta a gladiátorjátékokat.